# Andronic IV Paléologue
Pour les articles homonymes, voir Andronic.
Andronic IV Paléologue (grec byzantin : Ανδρόνικος Δʹ Παλαιολόγος), né à Constantinople le 11 avril 1348 et mort le 28 juin 1385 à Sélymbrie, est un empereur byzantin ayant régné de 1376 à 1379. Il est le fils aîné de Jean V Paléologue, empereur byzantin, et d'Hélène Cantacuzène.

## Enfance
Né le 11 avril 1348, Andronic Paléologue était le fils aîné de Jean V Paléologue et d'Hélène Cantacuzène, fille de Jean VI Cantacuzène qui, à la suite d'une longue guerre civile (1341-1347), avait régné à titre de co-empereur pendant l'enfance de Jean V,. L'Empire dont héritait Jean V était réduit à un territoire discontinu comprenant Constantinople et une partie de la Thrace, Thessalonique et ses environs, quelques îles du nord de la mer Égée dont Ténédos, ainsi que le despotat de Morée.
Alors qu'il n'avait que cinq ans, Andronic et sa famille avaient été condamnés par Jean VI Cantacuzène à être exilés sur l'île de Ténédos située à l'entrée du détroit des Dardanelles. Il s'en était échappé toutefois avec son père le 21 novembre 1354 et était rentré à Constantinople où Jean V Paléologue avait négocié une entente avec Jean VI Cantacuzène pour partager le pouvoir.
L'année suivante, Jean V, pour inciter le pape Innocent VI à prêcher une nouvelle croisade, écrivit à celui-ci une longue missive dans laquelle, tout en laissant entrevoir l'Union des Églises grecque et latine, il proposait qu'Andronic IV, à titre d'aîné et d'héritier présomptif du trône, reçoive une éducation en langue et littérature latine. Toutefois, les relations entre Jean V et son fils devaient toujours être mauvaises et celui-ci entra à trois reprises en rébellion contre son père.

## Révoltes contreJeanVPaléologue
Il se révolte pour la première fois en 1366. Après avoir conquis Gallipoli en 1354, les Ottomans s'étaient emparés de Didymotique (appelée en turc Dimetoka) dans le nord-est de la Grèce. Alliés au tsar bulgare Ivan Aleksandre Asen, ils progressaient sur la route menant d'Andrinople à Constantinople. Inquiet de cette progression, Jean V Paléologue se rendit à Buda en 1366, confiant l'Empire à la gestion d'Andronic IV. Il voulait conclure une entente avec le roi Louis Ier de Hongrie qui s'était déclaré en faveur d'une croisade contre les Ottomans et était entré en guerre contre les Bulgares. Louis Ier, qui avait déjà consulté le pape, fut formel : le retour de l'Église orthodoxe dans le giron romain constitue le préalable indispensable à toute aide militaire,,. 
Ayant échoué, Jean V prit la route du retour mais les Bulgares, qui avaient vu l'année précédente la province frontalière de Vidin occupée par les Hongrois, lui bloquèrent le passage. L'empereur se retrouva ainsi prisonnier pendant quelque six mois dans une petite ville de province, totalement ignoré par le tsar bulgare qui était pourtant le beau-père de son fils Andronic IV, celui-ci ayant épousé vers 1365 la fille de Ivan Aleksandre Asen, Marie Keratsa de Bulgarie,. Heureusement pour lui, son cousin du côté maternel, Amédée VI de Savoie, qui n'avait pu se joindre à la « Sainte Ligue » dirigée par le roi de Chypre, dont le but officiel était de conquérir la Terre sainte mais le but réel de défendre les États latins de Grèce et les possessions vénitiennes, lança une expédition contre les Bulgares. Après s'être emparé de Messembrie et avoir assiégé Varna, Amédée VI força les Bulgares à lui remettre Jean V. Ce dernier dut alors faire un emprunt qu'Amédée VI s'engagea à lui restituer si et quand Jean V irait à Rome pour y faire sa soumission au pape Urbain V, qui avait quitté Avignon pour rétablir le siège apostolique à Rome,,,.
Jean V partit donc pour Rome en 1369 faire sa soumission au pape et abjurer le schisme après avoir nommé Andronic IV Paléologue co-empereur et lui avoir laissé la garde de Constantinople, celle de Thessalonique étant laissée à son plus jeune fils, Manuel II Paléologue. Ceci fait, il se rendit à Venise où il accepta de céder l'île de Ténédos, en échange d'une annulation des indemnités réclamées par les Vénitiens pour les dommages subis pendant la guerre des détroits et le prêt de 30 000 ducats consentis à Jeanne de Savoie sur les joyaux de la couronne. Toutefois à Constantinople, Andronic IV, qui devait toujours favoriser les Génois, refusa d'honorer la promesse de son père qui se trouva sans ressource à Venise. Ce fut son frère, Manuel II, qui dut rassembler la somme exigée par les Vénitiens pour laisser partir l'empereur en 1371,,,,,.
Une deuxième rébellion eut lieu en 1373. 
Jean V ne se faisait plus d'illusion sur une aide possible de l'Europe dans la lutte contre les Ottomans. Mais alors que son fils Manuel II tentait tant bien que mal de lutter contre les Ottomans, Jean V préféra s'entendre avec Mourad Ier, devenir son vassal de fait et lui payer tribut. Peut-être jaloux de la faveur grandissante de Manuel II, peut-être excédé par la politique passive de son père qui allait d'échec en échec, Andronic IV s'allia au fils de Mourad, Savci Bey, dans une révolte commune contre leurs pères respectifs. Jean V était alors en campagne avec Mourad Ier, aidant celui-ci à faire passer ses troupes en Roumélie. Andronic IV fut battu près de la capitale en mai et Savci Bey près de Didymotique en septembre. Savci Bey fut aveuglé et mourut peu après de ses blessures. Andronic IV et son jeune fils Jean VII Paléologue subirent le même châtiment, mais conservèrent partiellement la vue. Andronic IV perdit son titre d'héritier présomptif et fut emprisonné avec son fils Jean VII, alors que son frère Manuel II Paléologue prenait sa place comme co-empereur et héritier,,,,.
En 1376, Jean V signa un traité avec Venise qui cédait à la Sérénissime Venise l'île de Ténédos selon des termes presque identiques à ceux qui avaient provoqué le refus d'Andronic IV six ans plus tôt. Cette cession heurtait les intérêts des Génois de Galata qui aidèrent Andronic IV à s'enfuir de prison, à s'entendre avec Mourad Ier à qui il remit Gallipoli reconquise par Amédée VI de Savoie dix ans plus tôt, et à s'emparer de Constantinople,,.

## Andronic empereur
Le règne d'Andronic IV dura près de trois ans (1376-1379). Dès son retour à Constantinople, Andronic IV emprisonna Jean V et Manuel II, et récompensa ses alliés en livrant Ténédos aux Génois et Gallipoli aux Ottomans,,.
La cession de Ténédos entraîna une guerre avec Venise qui permit à Jean V et Manuel II de s'enfuir et d'aller chercher refuge auprès de Mourad Ier en 1379 contre la promesse de lui livrer Philadelphie. Avec l'aide des Vénitiens, les Ottomans attaquèrent Constantinople et remirent Jean V sur le trône alors qu'Andronic IV s'enfuyait auprès des Génois à Galata, prenant avec lui comme otages sa mère Hélène Cantacuzène et le père de celle-ci, l'ancien Jean VI Cantacuzène. Il devait y rester près de deux ans,. 
En 1382 intervint toutefois un accord entre Jean V d'une part, Andronic IV et Jean VII d'autre part. Ces deux derniers étaient reconnus comme les successeurs de Jean V et recevaient en apanage un territoire sur la côte thrace allant de Rhaidestos à Sélymbrie, alors que leur frère Théodore Ier Paléologue devenait gouverneur du Péloponnèse byzantin. Génois et Vénitiens s'entendirent pour neutraliser Ténédos, raser ses forts et déporter sa population, tout en promettant d'unir leurs efforts pour convertir les Byzantins à la foi catholique et réconcilier les empereurs. Les Génois devenaient ainsi les arbitres des querelles dynastiques de Constantinople pendant que les Ottomans s'enfonçaient dans les Balkans, occupant ce qui restait de la Serbie, de la Bulgarie et de l'Albanie. L'Empire byzantin pour sa part comptait maintenant quatre empereurs : Jean V Paléologue à Constantinople, Andronic IV Paléologue dans les villes riveraines de la mer de Marmara, Manuel II Paléologue à Thessalonique, et Théodore Ier Paléologue en Morée,,,.
Andronic IV devait se rebeller une dernière fois en 1385 avant de mourir peu après à Sélymbrie, redonnant ainsi à Manuel II son titre d'héritier présomptif,,.